# William Caunitz
William Caunitz, né le 25 janvier 1933 dans le quartier de Brooklyn, à New York, et mort le 20 juin 1996 à Sarasota, Floride, est un écrivain américain, auteur de roman policier.

## Biographie
Après avoir servi dans le Corps des Marines des États-Unis, il s'engage dans la police de New York en 1955. Lieutenant dirigeant le 108e district de New York (Long Island), il rencontre un directeur littéraire qui l'incite à écrire sur son métier. 
En 1984, il publie Panique sur la ville (One Police Plaza) qui devient rapidement un best-seller traduit dans onze langues. Il y met en scène un lieutenant de police Dan Malone obstiné et incorruptible. « Dans cette procédure policière de qualité, Malone est soumis à des pressions venues de haut, mais il ne cède pas et découvre le coupable, un « intouchable »  qu'il va s'efforcer de châtier. Le récit, souvent violent, contient quelques scènes pittoresques (un prêtre meurt en faisant l'amour avec un travesti) ».
Il meurt en 1996 d'une fibrose pulmonaire.

## Œuvre

### Romans
- One Police Plaza (1984) Publié en français sous le titre Panique sur la ville, Paris, Presses de la Cité, coll. « Suspense » (1986)  (ISBN 2-258-01719-X)
- Suspects (1986) Publié en français sous le titre Suspects, Paris, Presses de la Cité (1988)  (ISBN 2-258-02374-2)
- Black Sand (1989) Publié en français sous le titre La Vengeance du Grec, Paris, Presses de la Cité (1991)  (ISBN 2-258-03298-9), réédition France Loisirs (1991)  (ISBN 2-7242-6571-8)
- Exceptional Clearance (1991)
- Cleopatra Gold (1993)
- Pigtown (1995)
- Chains of Command (1999)

### Nouvelle
- Dying Time (1996) Publié en français sous le titre À son heure, dans le recueil Meurtres et Passions (Murder For Love), Paris, Éditions Albin Michel (2001)  (ISBN 2-226-09447-4), réédition LGF, coll. « Le Livre de poche » no 17095 (1999)  (ISBN 2-253-17095-X), réédition Éditions de la Seine-Succès du livre (2003)  (ISBN 2-7382-1737-0)

## Filmographie

### Adaptations à la télévision
- 1986 : Le Bras armé de la loi (One Police Plaza), téléfilm américain réalisé par Jerry Jameson, adaptation de One Police Plaza
- 1988 : La Marque de l'araignée rouge, téléfilm américain réalisé par Jerry Jameson et Paul King

## Sources
: document utilisé comme source pour la rédaction de cet article.
- Claude Mesplède (dir.), Dictionnaire des littératures policières, vol. 1 : A - I, Nantes, Joseph K, coll. « Temps noir », 2007, 1054 p. (ISBN 978-2-910-68644-4, OCLC 315873251), p. 383-384